# Берестівський заказник
Берестівський — один з об'єктів природно-заповідного фонду Запорізької області, ландшафтний заказник місцевого значення.

## Розташування
Заказник розташований на землях Берестівської сільської ради в Бердянському районі, Запорізької області на території Андріївського лісництва Державного підприємства «Бердянське лісове господарство», квартали 3-5 та 9-14.

## Історія
У ІІ кварталі 2013 року до Бердянської райдержадміністрації звернулось ДП «Бердянське лісове господарство» з пропозицією щодо можливого створення ландшафтного заказника місцевого значення на землях державного лісового фонду на території Андріївського лісництва Державного підприємства «Бердянське лісове господарство», загальна площа якого складає 780,0 га.
Ландшафтний заказник місцевого значення «Берестівський» був оголошений рішенням Запорізької обласної ради народних депутатів шостого скликання № 21 від 28 серпня 2014 року.

## Мета
Мета створення заказника — збереження ландшафтного та біологічного різноманіття, підтримання екологічного балансу, раціональне використання природних і рекреаційних ресурсів Запорізької області.

## Значення
Ландшафтний заказник місцевого значення «Берестівський» має особливе природоохоронне, естетичне і пізнавальне значення.

## Загальна характеристика
Загальна площа ландшафтного заказника місцевого значення «Берестівський» становить 780,0 га.

## Флора
На території заказника переважає лісова рослинність. Тут ростуть такі породи дерев: верба біла, осика, сосна кримська, клен гостролистий, дуб звичайний, тополя канадська та інші. У підліску зустрічаються фіалка польова, лапчатка гусина, кострець безостий.

## Фауна
На території заказника мешкають представники ентомофауни, занесені до Червоної книги України — махаон, подалірій, поліксена, жук-олень, рогач звичайний.